# Kiyama Takashi
Takashi Kiyama (sinh ngày 18 tháng 2 năm 1972) là một huấn luyện viên và cựu cầu thủ bóng đá người Nhật Bản. Ông hiện đang là huấn luyện viên của câu lạc bộ J1 League Fagiano Okayama.

## Sự nghiệp câu lạc bộ
Takashi Kiyama đã từng chơi cho Gamba Osaka, Consadole Sapporo và Mito HollyHock.